# Кучино (Слуцкий район)
Кучино (бел. Ку́чына) — деревня в Слуцком районе Минской области Республики Беларусь. В составе Весейского сельсовета.

## География
Рядом пролегают дороги Р-57, Р-43.
Ближайшие населённые пункты Калита, Новый Гутков, Подлошица, Старый Гутков и др.

## История
С 1908 года в Горковской волости Бобруйского уезда Минской губернии Российской империи.
До 30 октября 2009 года деревня входила в состав Омговичского сельсовета, с 2009 года по 2016 год в Сорогском сельсовете.

## Население

### Численность
- 2009 год — 4 жителей

### Динамика
- 1999 год — 6 жителей (перепись населения)
- 2009 год — 4 жителей (перепись населения)[2]

## Достопримечательность
- Братская могила в д. Кучин[5] —  Историко-культурная ценность Республики Беларусь, шифр 613Д000557.
- Памятный знак жертвам репрессий. На памятнике надпись "партизанам и репрессированным". Расположен у деревни Кучино (слева от шоссе Слуцк — Старые Дороги).